# Horst Farnbacher
Horst Farnbacher (* 24. Juni 1961 in Steinbach) ist ein deutscher Motorsportteam-Inhaber und ehemaliger Automobilrennfahrer. Er ist der Vater der beiden Brüder Dominik und Mario Farnbacher.

## Karriere als Rennfahrer
Horst Farnbacher sammelte Anfang der 1980er Jahre Erfahrung im Amateur-Motorsport. In den Jahren 1985, 1987 und 1988 startete er im Volkswagen Polo Cup Deutschland und gewann 1988 den Meistertitel. Im darauffolgenden Jahr fuhr er im Porsche 944 Turbo Cup.
In der Saison 1991 wechselte Farnbacher in den Formelsport und ging in der Deutschen Formel-3-Meisterschaft und in der ONS-Formel-3-Trophäe an den Start.
1992 kehrte er zum GT-Motorsport zurück und fuhr zunächst in der Porsche Carrera Trophäe, die er mit dem fünften Platz in der Gesamtwertung beendete. Danach trat er von 1993 bis 1997 im Porsche Carrera Cup Deutschland an. Sein bestes Ergebnis in dieser Rennserie war 1997 der Vizemeistertitel. Er startete 1993 und von 1995 bis 1998 ebenfalls im Porsche Supercup, in dem er von 1995 bis 1997 dreimal in Folge den sechsten Platz in der Meisterschaft erlangte.
Für eine Saison fuhr er zusammen mit Tilman Benz im Peugeot 306 Cup und gewann dort 1994 den Markenpokaltitel.
Farnbacher bestritt in seiner Fahrerlaufbahn beim 6-Stunden-Rennen von Vallelunga 1999 in der italienischen GT-Meisterschaft sein einziges Langstreckenrennen. Zusammen mit Mario Spagnoli und Arturo Merzario pilotierte er einen Porsche 911 GT3 Cup (Typ 996) auf den achten Gesamtplatz bzw. den ersten Rang in der G3 GITC-Klasse.

## Farnbacher Motorsport
Horst Farnbacher gründete 1992 das Team Farnbacher Motorsport, das später in Farnbacher Racing umbenannt wurde. Seine größten Teamerfolge feierte er 2009 mit dem GT2-Gesamtsieg in der Asian Le Mans Series und dem zweiten Platz in der GT2-Wertung beim 24-Stunden-Rennen von Le Mans 2010.